# Gromada Bystra (Woiwodschaft Katowice)
Gromada Bystra war eine Verwaltungseinheit in der Volksrepublik Polen zwischen 1954 und 1972. Verwaltet wurde die Gromada vom Gromadzka Rada Narodowa, dessen Sitz sich in Bystra befand und der aus 27 Mitgliedern bestand.
Die Gromada Bystra gehörte zum Powiat Bielski in der Woiwodschaft Katowice (damals Stalinogród) und bestand aus den ehemaligen Gromada Bystra (Krakowska) und Meszna der aufgelösten Gmina Bystra-Wilkowice und dem Gebiet der aufgelösten Gmina Bystra.
Die Gromada Bystra bestand bis Ende 1972.